# Delosperma virens
Delosperma virens är en isörtsväxtart som beskrevs av L. Bol.. Delosperma virens ingår i släktet Delosperma, och familjen isörtsväxter. Inga underarter finns listade i Catalogue of Life.